# Маковиська (Люблінське воєводство)
Маковиська (пол. Makowiska) — село в Польщі, у гміні Жулкевка Красноставського повіту Люблінського воєводства.
Населення — 77 осіб (2011).
У 1975-1998 роках село належало до Замойського воєводства.

## Демографія
Демографічна структура станом на 31 березня 2011 року:
|          | Загалом | Допрацездатний вік | Працездатний вік | Постпрацездатний вік |
| -------- | ------- | ------------------ | ---------------- | -------------------- |
| Чоловіки | 37      | 5                  | 23               | 9                    |
| Жінки    | 40      | 7                  | 18               | 15                   |
| Разом    | 77      | 12                 | 41               | 24                   |